# Tom Lantos
Pour les articles homonymes, voir Lantos.
Thomas Peter Lantos dit Tom Lantos, né Tamás Péter Lantos le 1er février 1928 à Budapest (Hongrie) et mort le 11 février 2008 à Bethesda (Maryland), est un homme politique américain d'origine hongroise membre du Parti démocrate. Représentant fédéral de Californie de 1981 à 2008, il fut le seul résistant au IIIe Reich élu au Congrès des États-Unis.

## Biographie
Lantos a été pendant la Seconde Guerre mondiale un résistant antifasciste et fut déporté dans les camps de concentration nazis. Sa famille réussit à aller en Suisse avec des passeports suédois fournis par Raoul Wallenberg. Après la guerre, il sortit des camps. À la libération de la Hongrie, lui et sa famille y retournèrent, puis immigrèrent aux États-Unis, et il se maria en 1950.
Tom Lantos est élu en 1980 à la Chambre des représentants des États-Unis après avoir battu le républicain sortant Bill Royer. Il est ensuite constamment réélu comme représentant de la 11e, puis de la 12e circonscription de Californie. Au Congrès, il dirige la commission des Affaires étrangères.
En 1980, il devient le beau-père de Richard Swett, ancien membre de la Chambre des représentants pour le deuxième district du New Hampshire et ambassadeur des États-Unis au Danemark.
Au début du mois de janvier 2008, Tom Lantos annonce qu'il ne sollicitera pas sa réélection en 2008 en raison de son état de santé (cancer de l'œsophage). Il meurt le 11 février 2008 à l'âge de 80 ans.

### Positions politiques progressistes
En raison de ses opinions politiques, Lantos a été considéré comme l'un des progressistes les plus acharnés du Congrès :
- il a toujours soutenu la protection des droits de l'homme pour une mission politique d'une importance capitale, notamment au Tibet ;
- il a soutenu la légalisation de l'avortement et les recherches sur les cellules souches ;
- il a considéré que le Patriot Act voté par le Congrès à l'initiative du président George W. Bush, à la suite des attentats du 11 septembre 2001, était une loi qui allait à l'encontre de la Constitution des États-Unis ;
- il a défendu les droits des minorités sexuelles, y compris en ce qui concerne le droit au mariage et à l'adoption ;
- il s'est prononcé contre la peine de mort ;
- il s'est prononcé en faveur de la légalisation des drogues douces à des fins médicales ;
- il s'est déclaré en faveur d'une limitation du droit de détention d'armes.

Il est récipiendaire de la médaille présidentielle de la Liberté.